# Pristimantis scitulus
Pristimantis scitulus är en groddjursart som först beskrevs av William Edward Duellman 1978.  Pristimantis scitulus ingår i släktet Pristimantis och familjen Strabomantidae. IUCN kategoriserar arten globalt som otillräckligt studerad. Inga underarter finns listade i Catalogue of Life.